# شانتال كاديو
شانتال كاديو هي كاتِبة وممثلة كندية، ولدت في 15 يونيو 1967 في مدينة كيبك في كندا.

## وصلات خارجية
- شانتال كاديو على موقع IMDb (الإنجليزية)
- شانتال كاديو على موقع قاعدة بيانات الفيلم (الإنجليزية)